# 大町站 (千葉縣)

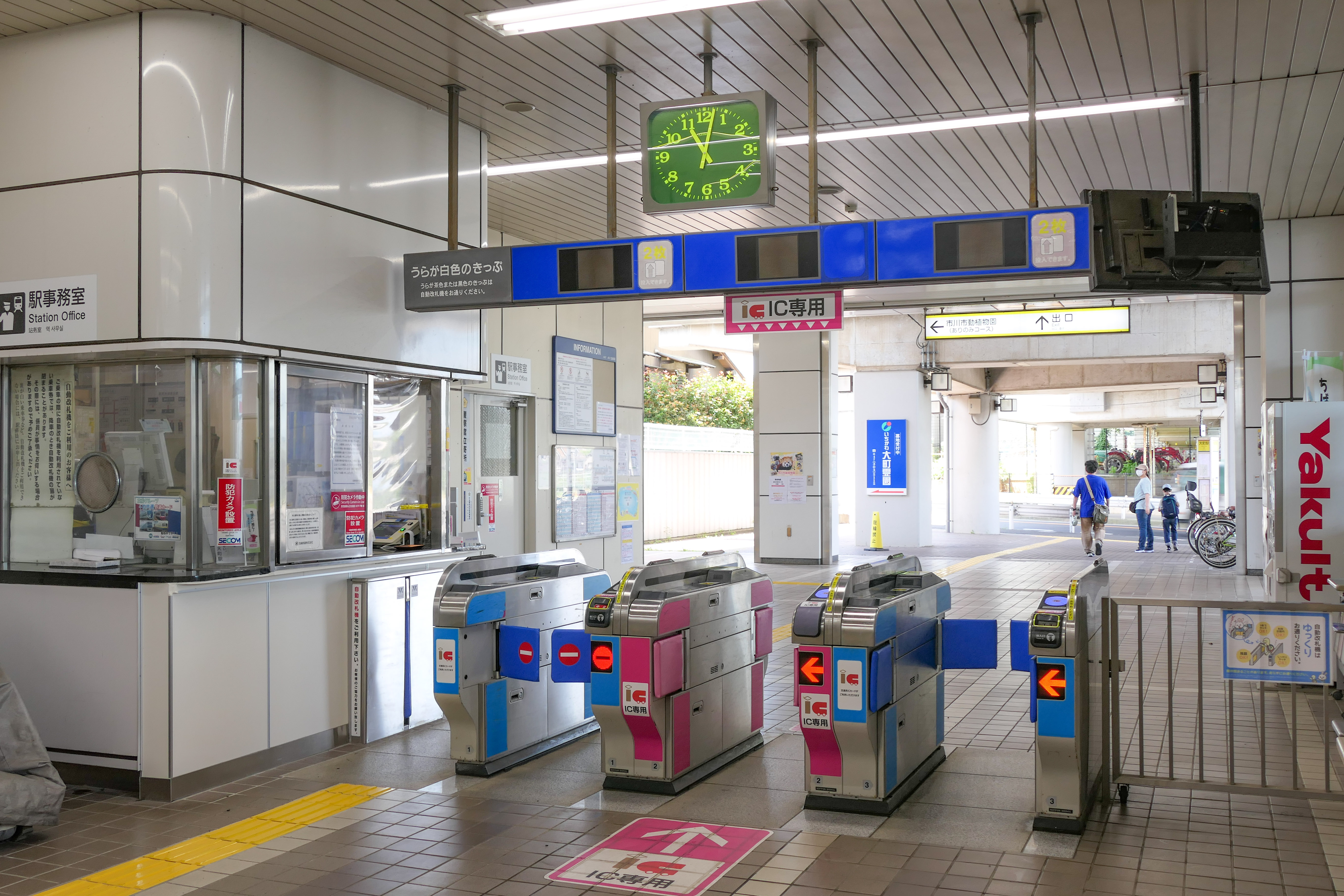
驗票口(2021年7月)

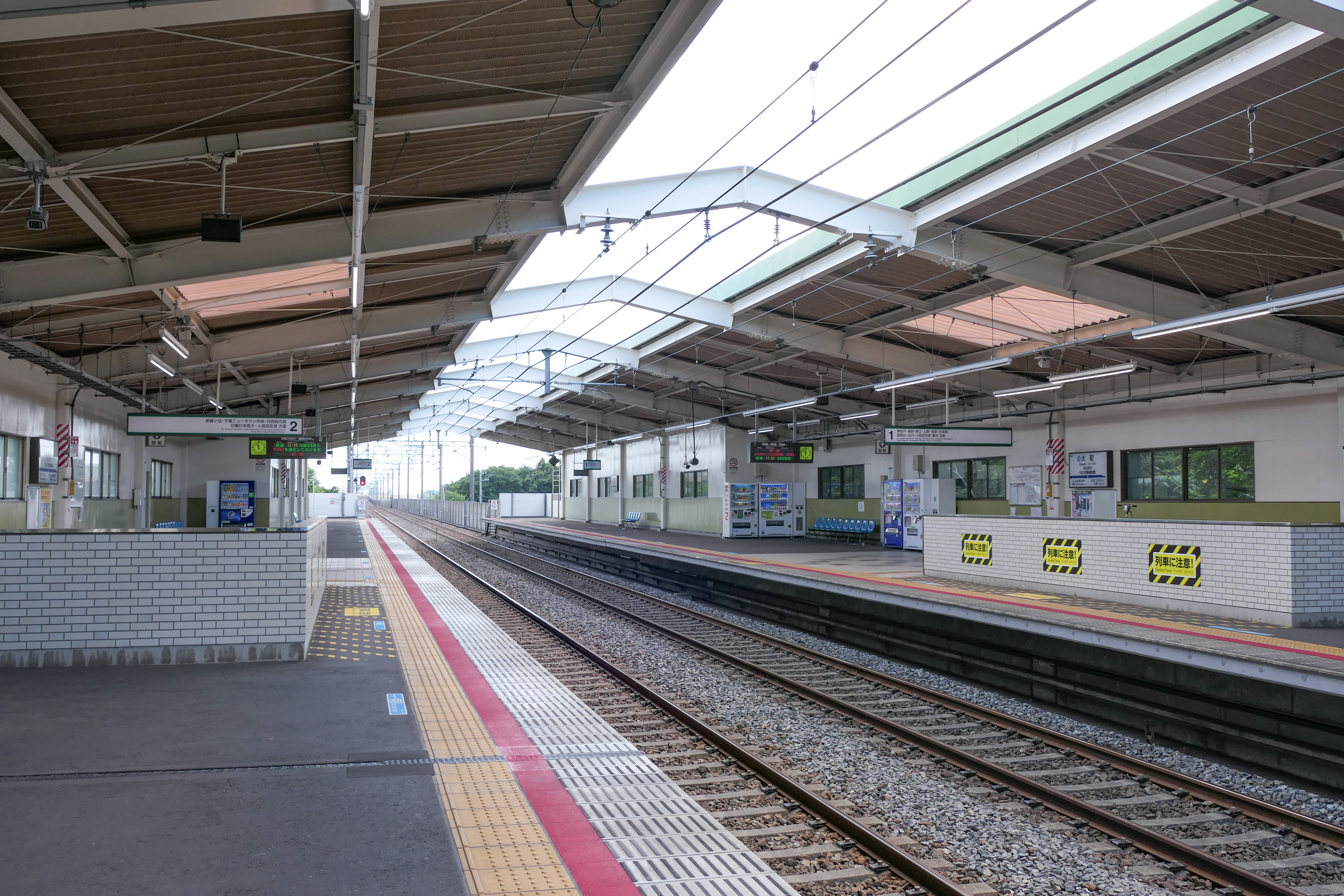
月台(2021年7月)

大町站（日语：／ Ōmachi eki */?）是一個位於千葉縣市川市大町，屬於北總鐵道北總線的鐵路車站。車站編號是HS07。鄰近近市川市動植物園所在地，因而設有「市川市動植物園」作為副站名。

## 年表
- 1991年（平成3年）3月31日 - 開業。
- 2010年（平成22年）7月17日 - 設有車站編號（HS07）。

## 車站結構
本站為對向式月台2面2線的高架車站。月台牆壁繪有周邊學校的學童描繪的動物。

### 月台配置
| 月台 | 路線   | 方向 | 目的地                                                                     |
| ---- | ------ | ---- | -------------------------------------------------------------------------- |
| 1    | 北總線 | 上行 | 東松戶、高砂、押上、上野、淺草、日本橋、 西馬込、品川、 羽田機場、橫濱方向 |
| 2    | 北總線 | 下行 | 新鎌谷、千葉新城中央、印西牧原、 印旛日本醫大、 成田機場方向               |

## 使用情況
2015年度的1日平均上下車人次為1,636人，是北總線內上下車人次最少的，也是市川市內鐵路車站當中上下車人次最低的。
近年的一日平均上車人次推移如下表。
| 年度   | 一日平均 上車人次 |
| ------ | ----------------- |
| 2007年 | 822               |
| 2008年 | 812               |
| 2009年 | 797               |
| 2010年 | 790               |
| 2011年 | 793               |
| 2012年 | 811               |
| 2013年 | 821               |
| 2014年 | 805               |

## 相鄰車站
北總鐵道
 北總線
■特急、■急行
通過
■普通
松飛台（HS06）－大町（HS07）－新鎌谷（HS08）
※與成田Sky Access線共用路段，但此站沒有京成電鐵運行的列車停靠。

## 外部連結
- 大町站（页面存档备份，存于） - 北總鐵道